# Ctenocella plexauroides
Ctenocella plexauroides är en korallart som först beskrevs av Toeplitz 1919.  Ctenocella plexauroides ingår i släktet Ctenocella och familjen Ellisellidae. Inga underarter finns listade i Catalogue of Life.